# Sainte-Lizaigne
Sainte-Lizaigne – miejscowość i gmina we Francji, w Regionie Centralnym, w departamencie Indre. Nazwa miejscowości pochodzi od imienia św. Licynii.
Według danych na rok 1990 gminę zamieszkiwało 1109 osób, a gęstość zaludnienia wynosiła 42 osoby/km² (wśród 1842 gmin Regionu Centralnego Sainte-Lizaigne plasuje się na 352. miejscu pod względem liczby ludności, natomiast pod względem powierzchni na miejscu 445.).